# MG Y-Type
La Y-Type è un'autovettura prodotta dalla Morris Garages dal 1947 al 1953.
È stata commercializzata in tre serie: YA, YT e YB. La prima versione citata venne prodotta in versione berlina e fu assemblata in 6.131 o 6.158 esemplari, la seconda fu offerta solo in versione torpedo e venne prodotta in 807 o 904 esemplari mentre la terza fu disponibile solo in versione berlina e venne assemblata in 1.301 esemplari.

## Lo sviluppo ed il lancio della YA
Negli anni appena antecedenti alla seconda guerra mondiale, la MG integrò la propria gamma di modelli "Midget" con tre berline di grandezza e motori differenti. Questi tre modelli furono la SA, la VA e la WA. Queste vetture, sviluppate nella fabbrica di Abingdon, derivavano fortemente da modelli Morris, dato che la MG era nell'orbita di quest'ultima fin dalla sua fondazione. In seguito i marchi avrebbero formato la Nuffield Organisation. La WA, la SA e la VA possedevano un motore, rispettivamente, da 2.561 cm³, 2.288 cm³ e 1.548 cm³ di cilindrata.
In questo contesto la MG decise di produrre un nuovo modello, la Y-Type. Il prototipo venne costruito nel 1939 con l'intenzione di iniziare la produzione di serie l'anno successivo. Però, a causa dello scoppio della seconda guerra mondiale, l'inizio della commercializzazione slittò di otto anni, nel 1947. Sebbene il prototipo della Y-Type fosse stato concepito in realtà dalla Morris, i successivi stadi di progettazione furono sviluppati dalla MG. Il modello venne inizialmente messo in vendita a circa 146 sterline. Questa prima Y-Type venne denominata YA per differenziarla dalle serie successive.

## Il corpo vettura ed il telaio
Il modello venne disegnato da Gerald Palmer. La carrozzeria derivava da quella della Morris Eight Serie E. Il modello venne dotato però di una parte posteriore e di una calandra specifici. La Y-Type continuò a conservare i fanali anteriori separati in un'epoca in cui la Morris iniziava a integrarli nei parafanghi.
La Y-Type possedeva delle sospensioni anteriori indipendenti, e questo fu un primato. Infatti la Y-Type fu il primo modello della Nuffield Organisation, e tra i primi modelli britannici, ad avere questa caratteristica.

## Il motore
Il modello aveva installato un motore a quattro cilindri da 1.250 cm³ di cilindrata. Questo propulsore era già usato sull'ultima versione della MG TB, sulla TC ed in seguito venne montato anche sulla TD. L'alimentazione era fornita da un solo carburatore, ed il motore della versione berlina sviluppava 46 bhp a 4.800 giri al minuto mentre la YT, che montava una versione del motore dotata di carburatore doppio corpo e di un albero a camme modificato, erogava 54 CV. Con l'eccezione della Rover Ten, il cui motore sviluppava 2 CV in più, la Y-Type fu la berlina britannica più potente di ogni altra berlina di dimensioni simili commercializzata all'epoca.

## Gli interni
La Y-Type possedeva degli interni ricercati e lussuosi, in accordo con la migliore tradizione britannica. I sedili erano foderati in pelle. Venne usato abbondantemente il legno.
La strumentazione comprendeva il contagiri e tre indicatori che specificavano la pressione dell'olio, il livello del carburante, l'intensità di corrente.

## Le prestazioni
Un esemplare venne provato dalla rivista The Motor nel 1951. Furono registrate una velocità massima di 112 km/h ed un'accelerazione da 0 a 97 km/h di 29,9 secondi. Il consumo di carburante fu di 9,58 L/100 km. Il modello utilizzato nel test costava 880 sterline.

## La YT
Nel 1948 alcuni esemplari di YA costituiti dal motore, dal telaio e da alcune parti del corpo vettura vennero esportati in Svizzera per essere completati da alcuni carrozzieri. A questi esemplari fu installata una carrozzeria torpedo aperta quattro posti. Questo tipo di corpo vettura era in voga prima della seconda guerra mondiale, ed in teoria era ancora appetibile. Questi esemplari diedero l'idea alla MG di produrre di serie delle vetture con carrozzeria torpedo.
La YT, questo il nome della Y-Type versione torpedo, venne lanciata nel 1948. Essendo destinata anche all'esportazione, era disponibile sia con guida a sinistra che con guida a destra. Fu tolta dal mercato nel 1950 senza grande successo. Questo fallimento era però comune anche ad altre case automobilistiche britanniche, che ebbero anch'esse problemi a vendere i propri modelli con carrozzeria torpedo.
Per la YT non fu fatto l'abbondante uso di legno nell'allestimento degli interni, anche se i sedili erano comunque rivestiti in pelle. La strumentazione era paragonabile a quella della YA. La YT era però dotata di un contagiri posizionato davanti al guidatore e di un tachimetro installato di fronte al passeggero anteriore. Il motore installato era a quattro cilindri da 1.250 cm³ di cilindrata con carburatore doppio corpo della SU.

## La YB
Nel 1951 la MG aggiornò la Y-Type. Nell'occasione, venne lanciata una nuova serie, la YB. La YB ebbe in dotazione dei freni completamente rinnovati, delle ruote più piccole da 15 pollici ed un assale posteriore rivisto. La YA e la YT avevano invece installato delle ruote più grandi da 16 pollici. LA YB fu anche dotata di una barra antirollio installata nell'avantreno. Gli ammortizatori furono rinforzati.
Anche la linea venne aggiornata per renderla più moderna. Il motore installato era un quattro cilindri da 1.250 cm³ di cilindrata con carburatore monocorpo della SU. Questa serie di Y-Type era commercializzata solo con carrozzeria berlina.

## Gli esemplari prodotti
I documenti ufficiali della MG che attestavano il numero esatto di esemplari prodotti di ogni serie vennero persi o distrutti quando lo stabilimento di Abingdon venne chiuso nel 1981. Ciò che è sicuro, è che di Y-Type ne vennero prodotti in totale 8.336 esemplari, di cui 7.035 furono di YA e YT (la ripartizione non è conosciuta), e 1.301 di YB. La letteratura specializzata, vale a dire libri e riviste, riporta che la ripartizione tra gli esemplari prodotti di YA e quelli di YT sia, rispettivamente, di 6.158 e 877. Dopo un'intensa ricerca da parte del registro internazionale della Y-Type, furono resi noti dei nuovi dati, che assegnavano alla YA ed alla YT dei nuovi numeri produttivi. Essi furono, rispettivamente, 6.131 e 904 unità prodotte.